# 彼得·摩西
彼得·大衛·摩西（英語：Peter David Mosses，1948年—）是一名英國計算機科學家。
摩西本科就讀於牛津大學三一學院數學系，並於1970年代初在牛津大學沃弗森學院的程式設計研究組獲得克里斯多福·斯特雷奇督導的博士學位。他是斯特雷奇去世前最後一位在斯特雷奇領導下提交論文的學生。
1978年，摩西發表了他的編譯器編譯程式，即語義實現系統（SIS），該系統使用輸入語言的指稱語意描述。
摩西大部分的職業生涯都是在丹麥的BRICS工作。他回到威爾斯斯旺西大学擔任講座教授。他的主要貢獻在於正式程式語意領域。特別是，他與大衛·瓦特一起開發了動作語義，這是一種結合了指稱語義、操作語義與代數語義的語義。
目前，摩西是台夫特理工大學的訪客，在程式語言組工作。

## 外部連結
- Home page
- 未指定{{DBLP}}模板ID且无法从维基数据读取。